# Vinton Beckett
Vinton Ruth Beckett (Kingston, 12 giugno 1923 – 1º novembre 2018) è stata un'altista, lunghista e ostacolista giamaicana.

## Biografia
Nel 1928 prese parte ai Giochi olimpici di Londra dove si classificò quarta nel salto in alto e undicesima nel salto in lungo. Nel 1946 fu medaglia d'argento nel salto in alto ai Giochi centramericani e caraibici, mentre nella successiva edizione del 1950 vinse la medaglia d'oro, oltre a ottenere l'argento negli 80 metri ostacoli.

## Palmarès
| Anno | Manifestazione  | Sede                | Evento         | Risultato | Prestazione | Note |
| ---- | --------------- | ------------------- | -------------- | --------- | ----------- | ---- |
| 1946 | Giochi CAC      | Barranquilla        | Salto in alto  | Argento   | 1,52 m      |      |
| 1948 | Giochi olimpici | Londra              | 80 m hs        | Batteria  | s/t         |      |
| 1948 | Giochi olimpici | Londra              | Salto in alto  | 4ª        | 1,58 m      |      |
| 1948 | Giochi olimpici | Londra              | Salto in lungo | 11ª       | 5,14 m      |      |
| 1950 | Giochi CAC      | Città del Guatemala | 80 m hs        | Argento   | 12"5 a w    |      |
| 1950 | Giochi CAC      | Città del Guatemala | Salto in alto  | Oro       | 1,61 m a    |      |